# Rio Cassiar
O Rio Cassiar é um afluente do Rio Turnagain, no extremo norte da Colúmbia Britânica, fluindo para o norte para se juntar a um último rio a sudeste do Lago Cry . O seu nome é uma referência ao Distrito Terrestre de Cassiar, por onde passa, e foi um cenário da Corrida do Ouro de Cassiar na década de 1870. 